# Alosa immaculata
L'alosa del mar Nero (Alosa immaculata) è un pesce osseo marino e di acqua dolce appartenente alla famiglia Clupeidae.

## Distribuzione e habitat
Presente nel mar Nero e nel mar d'Azov, di cui risale i principali tributari come il Danubio (per oltre 1600 km, fino all'Ungheria), il Don, il Nipro (fino almeno a Kiev), il Nistro, il Bug ed il Kuban'. Nel Don è presente una popolazione che vive permanentemente in acqua dolce.
In mare vie in acque profonde, pelagiche.

## Descrizione
È simile alla cheppia ma con profilo più alto, muso appuntito, bocca più grande.
La colorazione è nera, blu o grigio scura sul dorso con fianchi bluastri o grigi con riflessi argentati e ventre bianco. Pinna caudale spesso in parte nera. Dietro l'opercolo branchiale è presente, non in tutti gli esemplari, una sola macchia nera.
Misura fino a 35 cm.

## Biologia
Vive fino a 7 anni.

### Alimentazione
In mare si ciba di piccoli pesci (acciughe, Clupeonella, spratti, ecc..) e crostacei planctonici mentre in acqua dolce non si nutre affatto.

### Riproduzione
Si tratta di una specie anadroma che vive in mare ed effettua migrazioni riproduttive nelle acque dolci. La prima risalita avviene a circa 3 anni di età. Entrano nei fiumi tra la seconda metà di marzo ed aprile e la fregola va avanti fino ad agosto. Le uova sono pelagiche. Raramente uno stesso pesce si riproduce più di una volta. I giovanili restano un anno in acqua dolce e ritornano a mare solo nell'estate successiva alla nascita.

## Pesca
La pesca di questa specie, dalle carni buone ma molto liscose, non ha grande importanza se non in Russia, dove comunque l'industria peschereccia a questa specie si è molto ridotta.

## Conservazione
Si tratta di una specie minacciata dalla sovrapesca e dall'interruzione dei fiumi da parte di dighe, che impediscono il raggiungimento dei territori di riproduzione.